# Annegrit Arens

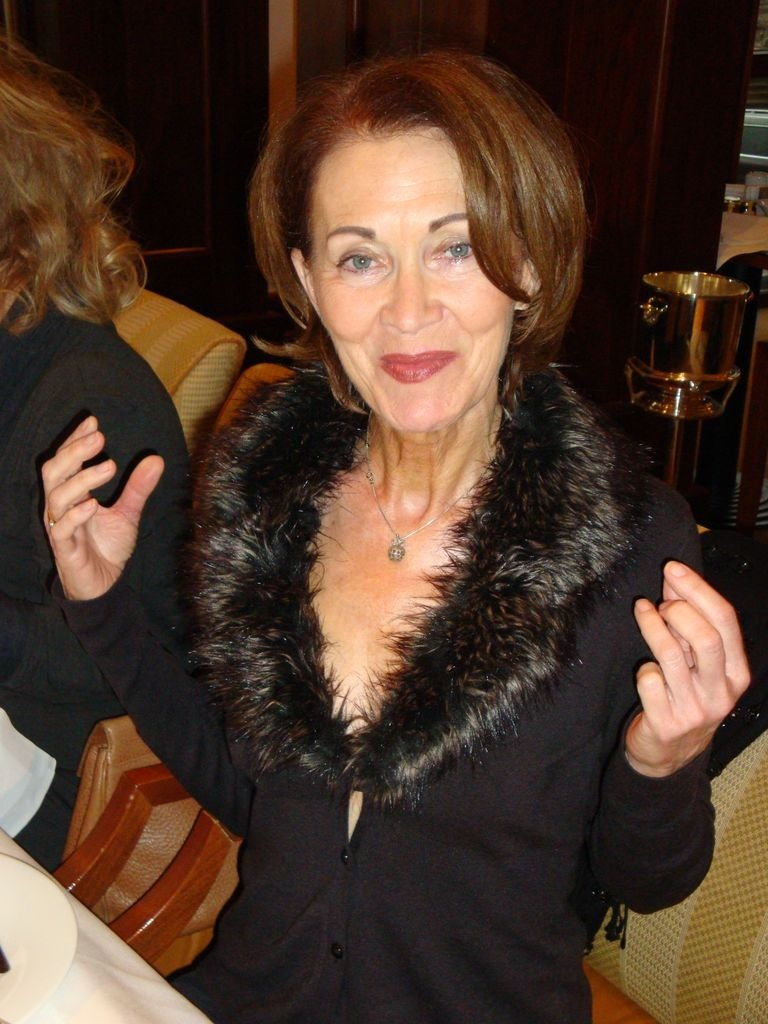
Annegrit Arens

Annegrit Arens (* 1. August 1950 in Köln) ist eine deutsche Schriftstellerin und Drehbuchautorin.

## Werdegang
Nach dem zweiten Staatsexamen arbeitete sie mehrere Jahre als Lehrerin. In dieser Zeit heiratete sie auch und bekam ihr erstes Kind. Nach der Geburt des zweiten Sohns erkrankte sie an einem Tropenvirus und musste aus dem Schuldienst ausscheiden. Es folgten die Trennung von ihrem Mann und einem neuen Partner. Sie lebt mit ihrer Familie in ihrer Geburtsstadt.
Als mittlerweile vierfache Mutter erprobte sich Arens in verschiedenen neuen Berufsbereichen. Ihr Examen in Psychologie qualifizierte sie für die Arbeit in der Paartherapie, danach sammelte sie bei der Durchführung von Fortbildungsmaßnahmen für die Deutz AG neue Erfahrungen. Ihre ersten Veröffentlichungen waren Unterrichtsreihen für die gymnasiale Oberstufe.
1993 erschien ihr autobiografisch inspirierter Roman Mom schafft das mit links.
Es folgten Romane unter dem eigenen Namen sowie unter sechs Pseudonymen. Das Spektrum reicht vom Familien- und Frauenroman bis hin zu Melodram, Thriller und Erotik. Dazu gehören Männer aus zweiter Hand, Herz oder Knete, Hexensabbat und Der Mann in meinem Bett.
Vier Romane wurden für die ARD verfilmt. Im Auftrag des ZDF entwickelte Annegrit Arens mit Bele Nord als Co-Autorin das Drehbuch zu ihrem Roman Ich liebe alle meine Männer.
Als E-Book erscheinen in Fortsetzung (interaktive) Geschichten wie Die Wundertüte, Dr. Koch lebt doch und Vollstreckung nach Art der Frau.

## Werke

### Hardcover
- Mom schafft das mit links (Annegrit Arens). Scherz Verlag, Bern 1993
- Hexensabbat (Annegrit Arens). Scherz Verlag, Bern 1994
- Der Mann in meinem Bett (Annegrit Arens). Scherz Verlag, Bern 1995
- Vier Söhne & kein Mann (Britta Blum). Scherz Verlag, Bern 1996
- Mein junger Lover (Annegrit Arens). Scherz Verlag, Bern 1996
- Karrieregeflüster (Annegrit Arens). Marion von Schröder Verlag, Berlin 1997
- Lea lernt fliegen (Britta Blum). Scherz Verlag, Bern 1997
- Familienleben auf Freiersfüßen (Britta Blum). Scherz Verlag, Bern 1997

### Taschenbuch (Auswahl)
- Der nächste Mann ist auch nicht anders (Annegrit Arens). Bastei Luebbe, Köln 1995
- Hexensabbat (Annegrit Arens). Bastei Luebbe, Köln 1996
- Suche Hose, biete Rock (Annegrit Arens). Bastei Luebbe, Köln 1997
- Gigolo im Handgepäck (Annegrit Arens). Bastei Luebbe, Köln 1998
- Mom schafft das mit Links (Annegrit Arens). Heyne, München 1999
- Liebesgöttin zum halben Preis oder wer hat die Monroe geklaut? (Annegrit Arens). Bastei Luebbe, Bergisch Gladbach 1999
- Der geteilte Liebhaber (Annegrit Arens). Bastei Luebbe, Köln 2000
- Aus lauter Liebe zu dir (Lea Wilde). Fischer Verlag, Frankfurt am Main 2001
- Fremde Betten (Annegrit Arens). Bastei Luebbe, Köln 2002
- Bügelfee im Börsenrausch (Annegrit Arens). Bastei Luebbe, Köln 2002
- Weit weg ist ganz nah (Lea Wilde). Ullstein, München 2003
- Wer hat den Hänsel wachgeküsst? (Annegrit Arens). Bastei Luebbe, Köln 2004
- Oma ohne Furcht und Tadel (Annegrit Arens). Bastei Luebbe, Köln 2005
- Die Macht der Küchenfee (Britta Blum). Bastei Luebbe, Köln 2005
- Babys fallen nicht vom Himmel (Britta Blum). Fischer Verlag, Frankfurt am Main 2006
- Bella Rosa (Lea Wilde). Fischer Verlag, Frankfurt am Main 2007
- Ein Koch für gewisse Stunden (Anna Zabel). Mira Taschenbuch, Köln 2009

## Verfilmungen ihrer Werke
- Männer aus zweiter Hand, TV-Spielfilm (ARD) mit Simone Thomalla, Dorkas Kiefer, Ralf Richter u. a. (1999)
- Herz oder Knete, TV-Spielfilm (ARD) mit Gudrun Landgrebe, Günther Maria Helmer, Marie Zielcke u. a. (2001)
- Aus lauter Liebe zu Dir, TV-Spielfilm (ARD) mit Claudine Wilde, Michale Roll u. a. (2002)
- Die Schokoladenkönigin, TV-Spielfilm (ARD) mit Hardy Krüger, Christine Neubauer u. a. (2005)